# Povstání na Náchodsku a Opočensku (1628)
Povstání na Náchodsku a Opočensku bylo ozbrojené lidové povstání, které se odehrálo mezi lednem a březnem roku 1628, tj. na pozadí třicetileté války, na východočeských a většinově evangelických panstvích Náchod a Opočno proti katolické císařské moci. Po krátkou dobu se povstalcům podařilo získat pod kontrolu část obou panství, k potlačení jejich odporu však došlo po císařské trestné výpravě a porážce povstalců v polovině března téhož roku, kterou následovaly popravy stovek účastníků povstání.
Jednalo se o jedno z nejvýraznějších a nejnásilnějších lidových povstání během třicetileté války i v celé české historii.

## Pozadí
Náchodské a Opočenské panství patřila od druhé poloviny 16. století k majetku Trčků z Lípy. Ti byli nekatolíky a podle jejich vzoru byli silně evangeličtí i téměř všichni poddaní jejich rozsáhlého panství. K výrazným projevům odporu zde došlo již po porážce českých stavů v bitvě na Bílé Hoře, a to začátkem roku 1621, které bylo tvrdě potlačeno. Majitelkou východočeských panství pak byla Marie Magdalena Trčková z Lípy, známá mezi poddanými jako Zlá Manda, která se svými poddanými zacházela velmi příkře.
Za účelem rekatolizace byly po obnoveném zřízení zemském (po roce 1627) v každém kraji zřízeny protireformační komise. Pro hradecký kraj byli jejími členy opat strahovského premonstrátského kláštera Kašpar z Questenberka a krajští hejtmané Otto z Oppersdorfu (na Častolovicích) za stav panský a za stav rytířský Jiří Ostrovský ze Skalky.
Komise byla hned přednostně vyslána na Opočensko, protože si hradecký arciděkan stěžoval, že Trčkové trpí na svém panství kacířské predikanty a tisícihlavá shromáždění kacířů. Stále ale trvala třicetiletá válka a Trčkové byli dosti dobře obeznámeni s poměry u státní administrativy, „mladý pán“ Adam Erdmann Trčka byl navíc významným valdštejnským generálem. Zkoušeli tedy, co si mohou dovolit. 26. ledna 1628 přečetl opočenský purkrabí dobrušským konšelům císařský mandát o přestupu ke katolické církvi, ale dobrušská obec Trčkovi přestup odmítla. 2. února přijela krajská protireformační komise a předvolala si na 3. až 5. února jednotlivé obce. Následující den však vesnice přišly najednou a se zbraněmi. Adam Erdmann sice proti nim vyjel s několika jezdci, aby komisi dokázal snahu, ale jednání bylo zmařeno. Sedláci na místě ztrestali několik odpůrců z vlastních řad: jednoho zabili, jednoho ztloukli, jeden pak utekl. Komise chtěla okamžitě pozvat vojsko, ale Adam Erdmann dohodl s Questenbergem náhradní termín na 8. února.
Už 7. února jednal Adam s horskými vsemi v Dobrušce a s krajskou komisí v Třebechovicích. Obce odmítly přestup a současně začaly organizovat odpor. Pro nesouhlas s povstáním byl ubit rychtář Jeroným z Nového Hrádku. Byla zřízena služba jízdních kurýrů mezi obcemi a z každé usedlosti se měl účastnit „vojenské služby“ jeden muž. Pro každý ze tří praporů bylo určeno „verbovací“ a „bojové“ teritorium a stanoven postup. Vzniklo i několik dalších samostatných oddílů. Povstání se navíc účastnilo více než 100 zběhlých mušketýrů, kteří dodali vojenské zkušenosti. Vysoko v „Kunštátských“ horách probíhal výcvik vojska. Počet aktivních povstalců nakonec dosáhl asi 4 tisíc.

## Ozbrojené akce

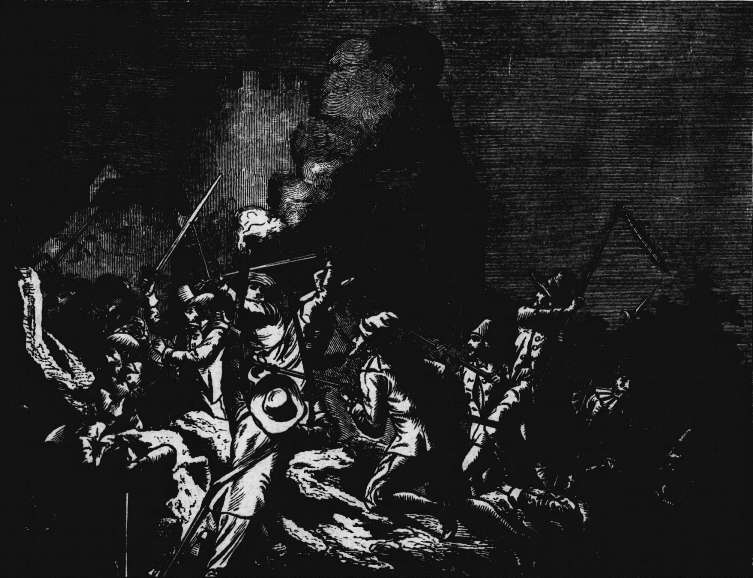
Dobytí zámku Nové Město nad Metují povstalci (ilustrace J. Scheiwla, Česko-moravská kronika, 1891)

Protireformační komise povolala 12. února obecní rychtáře a konšely na náchodský zámek, opět však přišli všichni poddaní a přestup ke katolické církvi odmítli. Také se zde odehrál první střet s vojskem, ve kterém byly zástupy poddaných rozehnány jízdou a 40 povstalců bylo uvězněno. Asi 50 mužů pod vedením jistého Roštlapila a krejčího z Kostelce vydrancovala Žalmanovu Lhotku. Následující den byli znovu předvoláni rychtáři a konšelé, ovšem ve dvě hodiny odpoledne se objevily houfy ozbrojených sedláků a náchodský zámek obklíčily. V téže době poslali povstalci shromáždění u Kunštátu dopis Kosteleckým, ve kterém jim vyhrožovali, aby nepřestupovali ke katolické víře. Jiný oddíl táhl od Žalmanovy Lhotky ke Kostelci a Častolovicím. 14. února byl mezi poddané poslán vyjednávat regent trčkovských panství Jindřich Kustoš a ten přislíbil náboženskou svobodu, jen aby dav uklidnil. Sedláci v jeho souhlasu viděli tolik žádanou vstřícnost vrchnosti.
V této době se už zapojili poddaní z trčkovských panství Opočno, Náchod, Nové Město, Smiřice a Rychnov. Samotná jmenovaná města byla ale proti, k povstalcům se přidala pouze Dobruška a Třebechovice. Zajímavá je postava Václava Králíka z Brocné, hejtmana rodu Lesliů na panství Nové Město nad Metují a tvrdě se zastával poddaných proti jejich přehnanému vykořisťování proti svému skotskému zaměstnavateli až do té míry, že hrozil odstoupením.
Poddaní projevili pozoruhodné organizační schopnosti. Táhli prý pod korouhvemi s kalichy (možná však šlo o korouhve zabavené v kostelích). K organizátorům patřil i Pavel Špalkař, vysloužilý stavovský voják a dřevař z Kunštátských hor. Zorganizovány byly i sbírky peněz na nákup zbraní. 1. praporu velel hejtman sedlák Krystof (padl při dobývání Opočna), lajtnanty byl sedlák Jan Samek a Zoufal z Houdkovic, fendrychem krejčí z Jeníkovic. Dalšími veliteli byli Jan Kuncl z Rychnovka, Vlach z Dobrušky a zeman Zdeněk Straka z Nedabylic na Hoděčíně. Povstalci dobyli Opočno a zámek Skalku. Koncem února táhl zástup z Rychnovska na Třebechovicko, měšťané z Kostelce a Častolovic však povstalce u Lible přepadli a způsobili jim ztráty. 7. března povstalci dobyli zámek Nové Město nad Metují, zajali regenta Kustoše a ukořistili 5 tisíc dukátů. Vybuchl přitom střelný prach a zahynulo 150 lidí.

## Zánik povstání
Dalším cílem byl Náchod a Hradec Králové. Krajský hejtman Otto z Oppersdorfu ale mezitím uprchl do Hradce Králové a požádal místodržící o vojsko. To skutečně během týdne dorazilo do samého ohniska povstání, které v krátké době porazilo: 14. března 1628 dobyl plukovník Martin de Hoeff-Huerta Nové Město nad Metují a 15. března byly povstalecké oddíly poraženy Valdštejnovými vojáky u Hradce Králové. Na 500 povstalců bylo pobito a 600 zajato.

## Důsledky
Následně se rozběhl rozsáhlý perzekuční proces zajímání a poprav účastníků a podporovatelů zdejších rebelií. Některým byly uřezány nosy a na čelo vypálen cejch. Region pak prošel násilnou rekatolizací. Ke katolictví konvertovala také velká část rodu Trčků z Lípy, včetně Adama Erdmanna.
Evangelickou víru se však v kraji nezdařilo císařské moci zcela vyhladit a většinově etnicky český region měl nadále odbojnou povahu. K dalšímu velkému povstání, které začalo ve východních Čechách, bylo selské povstání roku 1775, za vlády císařovny Marie Terezie.